# Пищальский сельсовет (Курганская область)
Пища́льский сельсовет — упразднённые административно-территориальная единица и муниципальное образование со статусом сельского поселения в составе Половинского района Курганской области.
Административный центр — село Пищальное.
9 января 2022 года сельсовет был упразднён в связи с преобразованием муниципального района в муниципальный округ.

## История
В соответствии с Законом Курганской области от 6 июля 2004 года № 419 сельсовет наделён статусом сельского поселения.

## Население
| 1989 | 2002 | 2004 | 2010 | 2012 | 2013 | 2014 |
| ---- | ---- | ---- | ---- | ---- | ---- | ---- |
| 681  | ↘613 | ↘507 | ↘326 | ↘297 | ↘278 | ↘265 |
| 2015 | 2016 | 2017 | 2018 | 2019 | 2020 |      |
| ↘251 | ↘233 | ↘223 | ↘205 | ↘188 | ↘168 |      |

## Состав сельского поселения
| № | Населённый пункт | Тип населённого пункта       | Население |
| - | ---------------- | ---------------------------- | --------- |
| 1 | Пищальное        | село, административный центр | ↘218      |
| 2 | Романово         | деревня                      | ↘108      |